# Domljan
Domljan (Bulgaars: Домлян) is een dorp in de Bulgaarse gemeente Karlovo, oblast Plovdiv. Het dorp ligt hemelsbreed 45 km ten noordoosten van Plovdiv en 131 km ten oosten van Sofia. 

## Bevolking
Op 31 december 2020 telde het dorp Domljan 323 inwoners. Het aantal inwoners vertoont al vele jaren een dalende trend: in 1934 had het dorp nog 1.367 inwoners.
In het dorp wonen vooral etnische Bulgaren, maar er is ook een kleine minderheid van de Roma. In de optionele volkstelling van 2011 identificeerden 386 van de 404 ondervraagden zichzelf als etnische Bulgaren, oftewel 95,5%. De overige inwoners identificeerden zichzelf vooral als etnische Roma (13 ondervraagden, oftewel 3,2%).
| Etnische samenstelling van de respondenten (2011) | Etnische samenstelling van de respondenten (2011) | Etnische samenstelling van de respondenten (2011) | Etnische samenstelling van de respondenten (2011) | Etnische samenstelling van de respondenten (2011) |
| ------------------------------------------------- | ------------------------------------------------- | ------------------------------------------------- | ------------------------------------------------- | ------------------------------------------------- |
|                                                   |                                                   |                                                   |                                                   |                                                   |
| Bulgaren                                          | Bulgaren                                          |                                                   | 95,5%                                             | 95,5%                                             |
| Turken                                            | Turken                                            |                                                   | 0,0%                                              | 0,0%                                              |
| Roma                                              | Roma                                              |                                                   | 3,2%                                              | 3,2%                                              |
| Anders/Onbekend                                   | Anders/Onbekend                                   |                                                   | 1,3%                                              | 1,3%                                              |

Banja · Begoentsi · Bogdan · Christo Danovo · Dabene · Domljan · Gorni Domljan · Iganovo · Kalofer · Karavelovo · Karlovo · Karnare · Kliment · Klisoera · Koertovo · Marino Pole · Moskovets · Mratsjenik · Pevtsite · Prolom · Rozino · Slatina · Sokolitsa · Stoletovo · Vasil Levski · Vedrare · Vojnjagovo